# دریاچه نچیلینگ
دریاچه نچیلینگ (انگلیسی: Nettilling Lake)(/ˈnɛtʃ. ɪl. ɪŋ/[۳]) یک دریاچه آب شیرین سرد است که در انتهای جنوبی جزیره بافین در منطقه Qikiqtaaluk، نوناووت، کانادا واقع شده است. این دریاچه سی امین دریاچه بزرگ جهان از نظر مساحت، و بزرگ‌ترین دریاچه جهان در یک جزیره است، با مساحت ۵۵۴۲ کیلومتر مربع (۲۱۴۰ مایل مربع) و حداکثر طول آن ۱۲۳ کیلومتر (۷۶ مایل). این دریاچه در دشت بزرگ کوکجواک در ۲۸۰ کیلومتری (۱۷۰ مایل) شمال غربی ایکالویت قرار دارد. دایره قطب شمال از دریاچه عبور می‌کند. نام این دریاچه از ریشه اینوکتیتوت است که از کلمه فوک حلقه دار بالغ (نتسیلاک) گرفته شده است. فرانتس بواس در سال ۱۸۸۴ ساحل جنوبی آن را کاوش کرد.
نچیلینگ بزرگ‌ترین دریاچه نوناووت است. این دریاچه توسط دومین دریاچه بزرگ جزیره بافین، دریاچه آمادجواک تغذیه می‌شود.
دریاچه نچیلینگ یازدهمین دریاچه بزرگ در کانادا است.
در پیچیده‌ترین حالت بسامد جزیره و دریاچه، در کانادا یک جزیره دریاچه‌ای در دریاچه‌ای قرار دارد که آن دریاچه هم در یک جزیره در دریاچه نچیلینگ در جزیره بافین واقع شده است.